# Kleine roodpootglimmer
De kleine roodpootglimmer (Amara anthobia) is een keversoort uit de familie van de loopkevers (Carabidae). De wetenschappelijke naam van de soort werd in 1833 gepubliceerd door A. Villa & G.B. Villa.